# Buxbaumia minakatae
Buxbaumia minakatae là một loài rêu trong họ Buxbaumiaceae. Loài này được S. Okamura mô tả khoa học đầu tiên năm 1911.